# Sønder Brarup Danske Kirke
Sønder Brarup Danske Kirke er den danske kirke i Sønder Brarup, beliggende få kilometer nord for Slien i Sydslesvig. Kirken er opført i 2002 som nordisk inspireret trækirke. Kirkens indre er enkelt og funktionelt. Alteret er omgivet af en alterskranke med knæfald. Alterbilledet med den opstandne Jesus er malet af Troels Trier, der skænkede maleriet til Aventoft danske skolekirke, hvor stedets præst, Jørgen Kristensen (1924-2002), tilføjede de to sidefløje med 2. og 4. vers af Wilhelm Andreas Wexels Stat op, min sjæl, i morgengry. Altertavlen låntes til Sønder Brarup, da gudstjenesterne i Aventoft flyttedes til kirken der. Sønder Brarup Kirkes orgel er et Becker-orgel fra 1975 med 5 stemmer. Bygningen er uden tårn, men med en klokkestabel fra 1962.
Kirken fungerer som sognekirke for den danske menighed i Midt- og Sydangel. Menigheden blev dannet ved en fusion mellem Midtangels og Sønder Brarups danske menigheder i 2019. Prædikesteder er Bøglund, Satrup, Snarup-Tumby, Strukstrup, Sønder Brarup og Sørup. Gustjenesterne holdes enten i den danske kirke i Sønder Brarup, i de øvrige landsbykirker eller i de lokale danske skoler. Menigheden hører under Dansk Kirke i Sydslesvig.

## Historie
Den første danske gudstjeneste efter de slesvigske krige blev holdt den 5. august 1945 i Sønder Brarups landsbykirke. Samme år blev også Sønder Brarups danske menighed grundlagt. Senere forværredes dog forholdet til den nordtyske landskirke og menigheden flyttede til den første trækirke i Slesviggade ved siden af Sønder Brarup Danske Skole. Den blev viet til Skt. Johannes. I 2002 blev bygningen erstattet af en ny trækirke på samme grund, som nu danner centrum for den fusionerede menighed. Midtangels danske menighed går tilbage til lokale menigheder i Satrup (grundlagt 1947) og Sørup (grundlagt 1968). Den nuværende menighed for Midt- og Sydangel omfatter sognene Sønder og Nørre Brarup, Borne, Bøl, Farnsted, Løjt, Satrup, Strukstrup, Sørup og Tumby, Ulsnæs og Ølsby i det sydlige og midterste Angel.